# Troissy
Troissy és un municipi francès, situat al departament del Marne i a la regió del Gran Est. L'any 2007 tenia 830 habitants.

## Demografia

### Població
El 2007 la població de fet de Troissy era de 830 persones. Hi havia 356 famílies, de les quals 96 eren unipersonals (36 homes vivint sols i 60 dones vivint soles), 120 parelles sense fills, 120 parelles amb fills i 20 famílies monoparentals amb fills.
La població ha evolucionat segons el següent gràfic:
Habitants censats

### Habitatges
El 2007 hi havia 438 habitatges, 353 eren l'habitatge principal de la família, 21 eren segones residències i 64 estaven desocupats. 408 eren cases i 31 eren apartaments. Dels 353 habitatges principals, 277 estaven ocupats pels seus propietaris, 58 estaven llogats i ocupats pels llogaters i 18 estaven cedits a títol gratuït; 2 tenien una cambra, 11 en tenien dues, 53 en tenien tres, 91 en tenien quatre i 197 en tenien cinc o més. 276 habitatges disposaven pel capbaix d'una plaça de pàrquing. A 173 habitatges hi havia un automòbil i a 147 n'hi havia dos o més.

### Piràmide de població
La piràmide de població per edats i sexe el 2009 era:
| Homes | Edats   | Dones |
| ----- | ------- | ----- |
| 0     | 95 o +  | 0     |
| 0     | 90 a 94 | 12    |
| 4     | 85 a 89 | 12    |
| 4     | 80 a 84 | 8     |
| 16    | 75 a 79 | 28    |
| 16    | 70 a 74 | 12    |
| 24    | 65 a 69 | 32    |
| 8     | 60 a 64 | 24    |
| 28    | 55 a 59 | 12    |
| 44    | 50 a 54 | 32    |
| 32    | 45 a 49 | 44    |
| 24    | 40 a 44 | 16    |
| 33    | 35 a 39 | 24    |
| 32    | 30 a 34 | 44    |
| 12    | 25 a 29 | 8     |
| 32    | 20 a 24 | 9     |
| 36    | 15 a 19 | 12    |
| 28    | 10 a 14 | 24    |
| 24    | 5 a 9   | 28    |
| 12    | 0 a 4   | 12    |

## Economia
El 2007 la població en edat de treballar era de 552 persones, 439 eren actives i 113 eren inactives. De les 439 persones actives 420 estaven ocupades (223 homes i 197 dones) i 19 estaven aturades (5 homes i 14 dones). De les 113 persones inactives 59 estaven jubilades, 34 estaven estudiant i 20 estaven classificades com a «altres inactius».

### Ingressos
El 2009 a Troissy hi havia 364 unitats fiscals que integraven 882 persones, la mediana anual d'ingressos fiscals per persona era de 19.404,5 €.

### Activitats econòmiques
Dels 30 establiments que hi havia el 2007, 1 era d'una empresa extractiva, 6 d'empreses alimentàries, 1 d'una empresa de fabricació d'altres productes industrials, 6 d'empreses de construcció, 8 d'empreses de comerç i reparació d'automòbils, 4 d'empreses d'hostatgeria i restauració, 1 d'una empresa d'informació i comunicació, 1 d'una empresa immobiliària, 1 d'una entitat de l'administració pública i 1 d'una empresa classificada com a «altres activitats de serveis».
Dels 8 establiments de servei als particulars que hi havia el 2009, 2 eren tallers de reparació d'automòbils i de material agrícola, 1 paleta, 2 guixaires pintors, 2 lampisteries i 1 electricista.
Dels 4 establiments comercials que hi havia el 2009, 1 era una botiga de més de 120 m² i 3 fleques.
L'any 2000 a Troissy hi havia 96 explotacions agrícoles que ocupaven un total de 558 hectàrees.

## Equipaments sanitaris i escolars
El 2009 hi havia una escola elemental.

## Poblacions més properes
El següent diagrama mostra les poblacions més properes.